# Real Brasília FC
Der Real Brasília Futebol Clube ist ein Fußballverein aus Brasília (DF), der Hauptstadt von Brasilien.

## Geschichte
Der Club wurde am 22. Februar 1996 unter dem Namen Esporte Clube Dom Pedro II von Angehörigen des Feuerwehrkorps (Bombeiros) der Hauptstadt in der Verwaltungsregion Guará gegründet. Benannt hatte er sich in Reminiszenz an Kaiser Peter II., unter dessen Ägide 1853 die brasilianische Feuerwehr gegründet wurde. Nach einem Umzug in die Verwaltungsregion Núcleo Bandeirante wurde der Name 2009 in Esporte Clube Dom Pedro Bandeirante geändert. In den Jahren 1999 und 2008 erreichte die Herrenmannschaft des Clubs jeweils die Vizemeisterschaft im Bundesdistrikt, trat in jenen Jahren auch in der Série C an und spielte 2000 und 2009 mit im Wettbewerb um die Copa do Brasil.
Im Jahr 2016 wurde der Verein in Real Futebol Clube umbenannt. Ursprünglich war hier schon die Annahme des Namens Real Brasília Futebol Clube beabsichtigt, doch verzichtete man zunächst darauf um eine Verwechslungsgefahr mit dem Brasília FC zu vermeiden. Erst als dieser in der Saison 2019 in die Zweitklassigkeit abgestiegen war, wurde im November jenes Jahres der finale Namenswechsel angekündigt, der am 10. Dezember 2019 offiziell vollzogen wurde.
In der Saison 2019 trat der Club mit einer neu aufgestellten Frauenmannschaft in der Distriktmeisterschaft der Frauen an, die er von Evilásio de Almeida trainiert sogleich mit dem Titelgewinn abschließen konnte, nachdem sich das Team in den Finalspielen gegen den Minas Brasília TC durchsetzen konnte. Nachdem das Hinspiel am 1. Dezember noch mit einem 1:1 unentschieden verlaufen war, konnte im anschließenden Rückspiel am 7. Dezember durch ein 2:0-Sieg das Finale entschieden werden. Beide Spiele wurden im Estádio Maria de Lourdes Abadia zu Ceilândia ausgetragen. Schon durch den Finaleinzug hatten sich die Frauen von Real für die brasilianische Série A2 der Saison 2020 qualifiziert. Mit dem Erreichen des Halbfinales der Série A2 vollendete der Club den Aufstieg in die Série A1 zur Saison 2021. Zugleich konnte in dieser Spielzeit die Distriktmeisterschaft verteidigt werden.
In der Spielzeit 2023 konnte auch die Herrenelf des Clubs nach einem Finalsieg gegen Titelverteidiger Brasiliense FC erstmals die Distriktmeisterschaft gewinnen.

## Erfolge
Männer:
| Meisterschaft des Bundesdistrikts | (1×): | 2023 |

Frauen:
| Meisterschaft des Bundesdistrikts | (6×): | 2019, 2020, 2021, 2022, 2023, 2024 |